# Centre pénitentiaire de Caen-Ifs
Ne doit pas être confondu avec Centre pénitentiaire de Caen ou maison d'arrêt de Caen.
Le Centre pénitentiaire de Caen-Ifs est un centre de détention français située dans la commune d'Ifs, dans le département du Calvados et dans la région Normandie. Il prend la suite de la maison d'arrêt de Caen.
L'établissement dépend du ressort de la direction interrégionale des services pénitentiaires de Rennes.

## Histoire
L'établissement est mis en service le 3 décembre 2023.